# Wiesław Lesiuk
Wiesław Tomasz Lesiuk (ur. 11 grudnia 1943 w Borysławiu, zm. 1 listopada 2003) – polski historyk, śląsko- i niemcoznawca, nauczyciel akademicki, profesor nauk humanistycznych, dyrektor Instytutu Śląskiego w Opolu w latach 1996–2001, od 1997 redaktor naczelny czasopisma "Studia Śląskie".

## Życiorys
Syn Emila i Wandy z domu Sikora. Wraz z rodziną został przesiedlony z Kresów Wschodnich do Opola w 1945.
W 1966 ukończył studia historyczne na Wydziale Filozoficzno-Historycznym Uniwersytetu Wrocławskiego, a następnie rozpoczął pracę w Instytucie Śląskim w Opolu. W kolejnych latach pracował też na Uniwersytecie Opolskim, w Wyższej Szkole Zarządzania i Administracji w Opolu. Doktorat uzyskał na Uniwersytecie Wrocławskim w 1973, habilitację w Wyższej Szkole Pedagogicznej w Opolu w 1989, stanowisko profesora uczelnianego na Uniwersytecie Śląskim w Katowicach objął w 1996. W 1996 został profesorem tytularnym.

## Dorobek naukowy
Ponad 550 prac naukowych, w tym do najważniejszych zaliczane są m.in.: Pieniądz zastępczy na Śląsku w latach 1914–1924 (1969); hasła encyklopedyczne i współredakcja Encyklopedii powstań śląskich (1982); Duńsko-niemieckie doświadczenia w rozwiązywaniu problemów etniczno-narodowościowych na pograniczu z perspektywy polskiej (1994).

## Odznaczenia
- Srebrny i Złoty Krzyż Zasługi,
- Krzyż Kawalerski Orderu Odrodzenia Polski,
- Medal „Opiekun Miejsc Pamięci Narodowej”,
- Medal Komisji Edukacji Narodowej,
- Nagroda im. Wojciecha Korfantego,
- Nagroda im. Karola Miarki,
- Nagroda i Medal im. Zygmunta Glogera[3],
- Złoty Medal Uniwersytetu Śląskiego w Opawie[3],
- od 2002 r. doktor honoris causa Uniwersytetu Śląskiego w Opawie[4].

Regionalne:
- "Zasłużony Opolszczyźnie",
- nagroda Wojewody Opolskiego (dwukrotnie),
- Nagroda Wojewódzka,
- Śląska Nagroda im. Juliusza Ligonia (2001)[5]
- od 2001 Honorowy obywatel Opola[6].